# Schloss Kattenhorn
Schloss Kattenhorn liegt im gleichnamigen, zur Gemeinde Öhningen gehörenden Weiler am Bodensee auf der Halbinsel Höri. Das feste Haus Burg Kattenhorn wird erstmals 1391 genannt.

## Geschichte
Am 16. Oktober 1166 bestätigte Kaiser Friedrich I. (Barbarossa) zu Augsburg dem Stift Öhningen Besitzungen, darunter Cattenhorn. Es soll ein Reichslehen der Hohenklingen gewesen sein.
Die ehemalige Wasserburg wurde vermutlich um die Mitte des 14. Jahrhunderts erbaut. Erster Besitzer war Hermann Kremlich (Cremlich/Gremlich) aus einer Ritterfamilie aus Pfullendorf stammend. Er wird 1402 letztmals genannt. Durch Erbe der letzten von Hohenklingen gelangt es an die Grafen von Fürstenberg.
Die Burg ging über manche Bewohner wieder an Fürstenberg zurück, die es am 12. März 1867 an den Schaffhauser Junker Johann Heinrich Im Thurn verkauften.
Dieser baute die ehemalige Wasserburg komplett um und ließ Turm und Wassergräben entfernen. Er hatte vor, Landwirtschaft zu betreiben, was aber nicht gut gelang. Er ließ den Garten neu anlegen. Nach seinem Tod verkaufte seine Witwe das Schloss an den Artillerie-Leutnant a. D. Hammer von Colmar, dieser nach Umbauten an den Arzt Vollbeding. Nach weiterem mehrfachem Besitzerwechsel kam es wieder in Privatbesitz.

## Kapelle St. Blasius

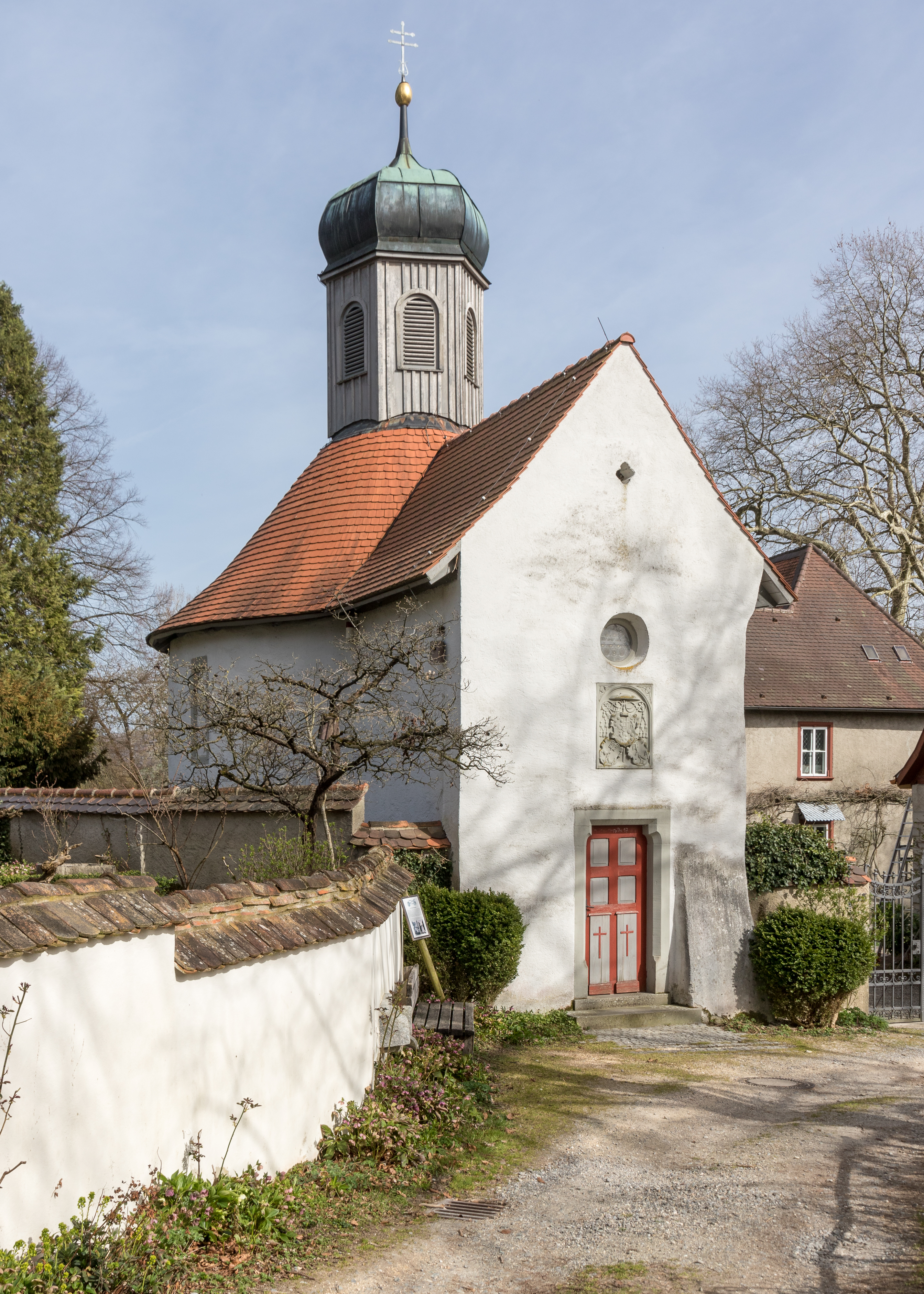
Kapelle St. Blasius

Die Kapelle befand sich früher im Mauerring. Heute ist sie ein Anbau an die Schlossmauer und von außen zugänglich. Eine Legende besagt, dass die Figur des  Heiligen Blasius im 16. Jahrhundert beim Bildersturm in Mammern in den See geworfen wurde und in Kattenhorn angetrieben wurde. Dem Heiligen zur Ehre wurde im Jahr 1520 durch Anbau an den runden Eckturm in der Schlossmauer die Kapelle gebaut. Oberhalb der Eingangspforte befindet sich ein Wappen. Blasius wurde Schutzpatron der Bewohner von Kattenhorn. Gottesdienste finden regelmäßig in der Kapelle statt. Im Turm sind zwei Glocken, eine aus dem 14. Jahrhundert und eine aus dem Jahr 1518 von Niklaus Oberacker.